# Une auberge à Osaka
Pour plus de détails, voir Fiche technique et Distribution.
Une auberge à Osaka (大阪の宿, Ōsaka no yado) est un film japonais de Heinosuke Gosho sorti en 1954 et adapté d'un roman de Takitarō Minakami. Il est présenté en compétition pour le Lion d'or lors de la Mostra de Venise 1954.

## Synopsis
Mita est employé dans une compagnie d’assurance. Il est muté dans une filiale à Osaka à la suite d'une altercation avec son supérieur à Tokyo. Il loue une chambre à l'auberge Suigetsu à Tosabori qu'un client passablement éméché d'une gargote lui a conseillée. Mita est un homme calme, droit et d'une grande franchise qui discute librement avec tous les employés de l'établissement. Il apprend ainsi à les connaître. Otsugi est une veuve de guerre qui travaille pour subvenir aux besoins d'un fils qu'elle ne voit que très rarement. Orika est mariée à un cuisinier qui a perdu son emploi et qui la presse sans cesse de lui apporter de l'argent. Oyone est une jeune employée impertinente et dévergondée qui couche avec un client de l'auberge, M. Noro. Ossan, qui se révèle être l'homme éméché du bar, est le frère aîné de la patronne, mais travaille comme homme à tout faire et vit de petits trafics.
Tawara, un ami et surtout Uwabami, une geisha qui connaît un certain succès à Osaka et qui a le béguin pour Mita, lui rendent régulièrement visite, ce qui ne manque pas de créer de l'animation dans l'auberge. Mita quant à lui reste distant avec Uwabami qui n'appartient pas à son monde; il est plutôt attiré par une jeune fille qu'il croise tous les matins en se rendant à son travail. 
Mais petit à petit, Mita est confronté aux tracas des uns et des autres, aux petits arrangements avec la moralité et aux difficultés à faire face aux épreuves de la vie. Il est témoin de la transformation progressive de l'auberge en maison de passe et dans son entreprise à la corruption qui amène M. Imoto au suicide par la faute de son supérieur. Mita ne peut s'empêcher de lui en faire le reproche, ce qui lui vaut une nouvelle mutation. Ainsi Mita doit faire ses adieux au petit monde de l'auberge Suigetsu.

## Fiche technique
- Titre : Une auberge à Osaka
- Titre original : 大阪の宿 (Ōsaka no yado?)
- Réalisation : Heinosuke Gosho
- Scénario : Toshio Yasumi (ja) et Heinosuke Gosho, d'après un roman de Takitarō Minakami
- Photographie : Jōji Ohara
- Musique : Yasushi Akutagawa
- Direction artistique : Takashi Matsuyama
- Sociétés de production : Studio Eight Productions et Shintōhō
- Pays d'origine :  Japon
- Langue originale : japonais
- Format : noir et blanc - 1,37:1 - 35 mm - son mono
- Genre : drame
- Durée : 122 minutes[1] (métrage : 14 bobines - 3 333 m[1])
- Dates de sortie :
  - Japon : 20 avril 1954[1]
  - Italie : 5 septembre 1954 (Mostra de Venise 1954)

## Distribution
- Shūji Sano : Kyōichi Mita
- Toshio Hosokawa (ja) : Tawara
- Nobuko Otowa : Uwabami, une geisha
- Mitsuko Mito : Orika, une employée de l'auberge
- Hiroko Kawasaki : Otsugi, une employée de l'auberge
- Sachiko Hidari : Oyone, une employée de l'auberge
- Eiko Miyoshi : la patronne de l'auberge
- Kamatari Fujiwara : Ossan, son frère
- Kyōko Anzai (ja) : Omitsu, la fille du tailleur
- Haruo Tanaka : le patron de Mita à Osaka
- Jun Tatara : M. Noro
- Hisao Toake : un collègue de Mita
- Zekō Nakamura : le patron de la gargote
- Akira Nakamura (ja) : le mari d'Orika
- Hyō Kitazawa (ja) : M. Imoto
- Michiko Megumi : Michiko Imoto, sa fille
- Toranosuke Ogawa : le patron de M. Noro

## Autour du film
Après Là d'où l'on voit les cheminées (煙突の見える場所, Entotsu no mieru basho) en 1953, Une auberge à Osaka est le second film que réalise Heinosuke Gosho pour la Shintōhō, studio de cinéma japonais né en 1949 d'une scission avec la Tōhō et qui fait appel dans les années cinquante à de grands maîtres comme Akira Kurosawa, Kenji Mizoguchi, Yasujirō Ozu, Hiroshi Shimizu pour réaliser quelques films emblématiques.

## Distinction
Une auberge à Osaka est présenté en compétition pour le Lion d'or lors de la Mostra de Venise 1954.